# Egholm (Agersø)
Egholm ist eine 93,9 Hektar große Halbinsel an der Nordspitze der dänische Insel Agersø zwischen  Smålandsfarvandet (deutsch Smålandsfahrwasser) und dem Großen Belt vor Seeland. Auf alten Seekarten ist zu erkennen, dass Egholm noch zu Anfang des 20. Jahrhunderts eine eigene Insel bildete, die durch die Meerenge Egholm Vejle von Agersø getrennt war.
Egholm gehört zur Kirchspielsgemeinde (dän.: Sogn) Agersø Sogn, das bis 1970 zur Harde Vester Flakkebjerg Herred im Sorø Amt gehörte, seither zur Skælskør Kommune im damaligen Vestsjællands Amt, die im Zuge der Kommunalreform zum 1. Januar 2007 in der Slagelse Kommune in der Region Sjælland aufgegangen ist.